# Деций Павлин
Флавий Деций Павлин (на латински: Flavius Decius Paulinus) е последният римски консул, който служи в Рим.
Произлиза от фамилията Деции и е син на Василий Венанций (консул 508 г.) и брат на Флавий Деций (консул 529 г.).
Остготския крал Аталарих го номинира за консул през 534 г. Той е признат, както неговия предшественик, от император Юстиниан I. След него не се избират повече консули.